# Ахтердейк (Північний Брабант)
Ахтердейк (нід. Achterdijk) — селище в нідерландській провінції Північний Брабант. Входить до муніципалітету Мурдейк.